# Hieracium kebnekaisense
Hieracium kebnekaisense es una especie de planta con flor del género Hieracium, de la familia Asteraceae, orden Asterales.

## Taxonomía
Fue descrita científicamente por Dahlst. ex Johanss.
Tratamiento taxonómico
La especie aparece registrada en una sección de la publicación Bih. Svensk. Vet.-Akad. Handl.